# Flughafen Bangkok-Don Mueang

i7
i11
i13

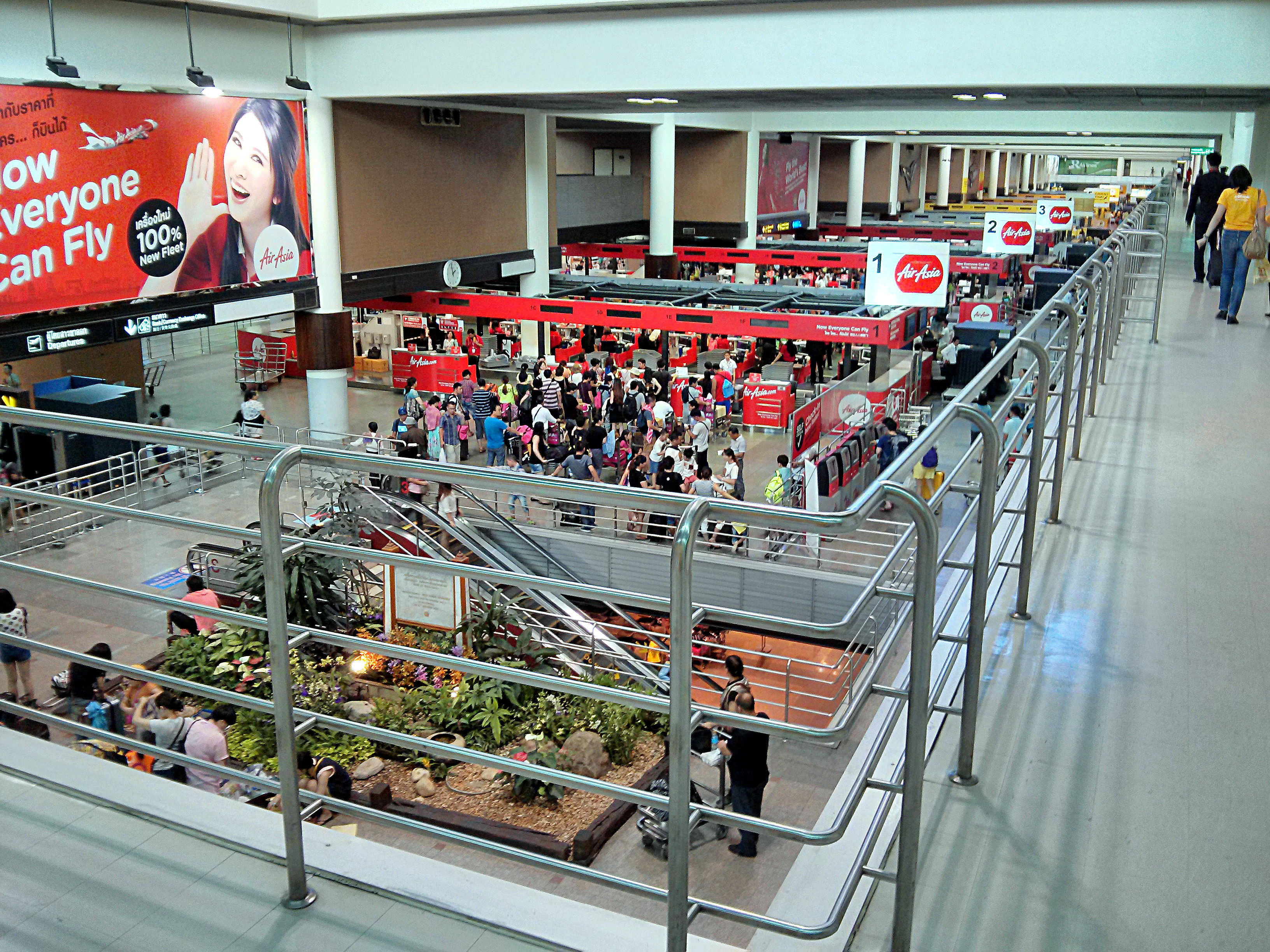
Terminal 1, Check-in-Schalter

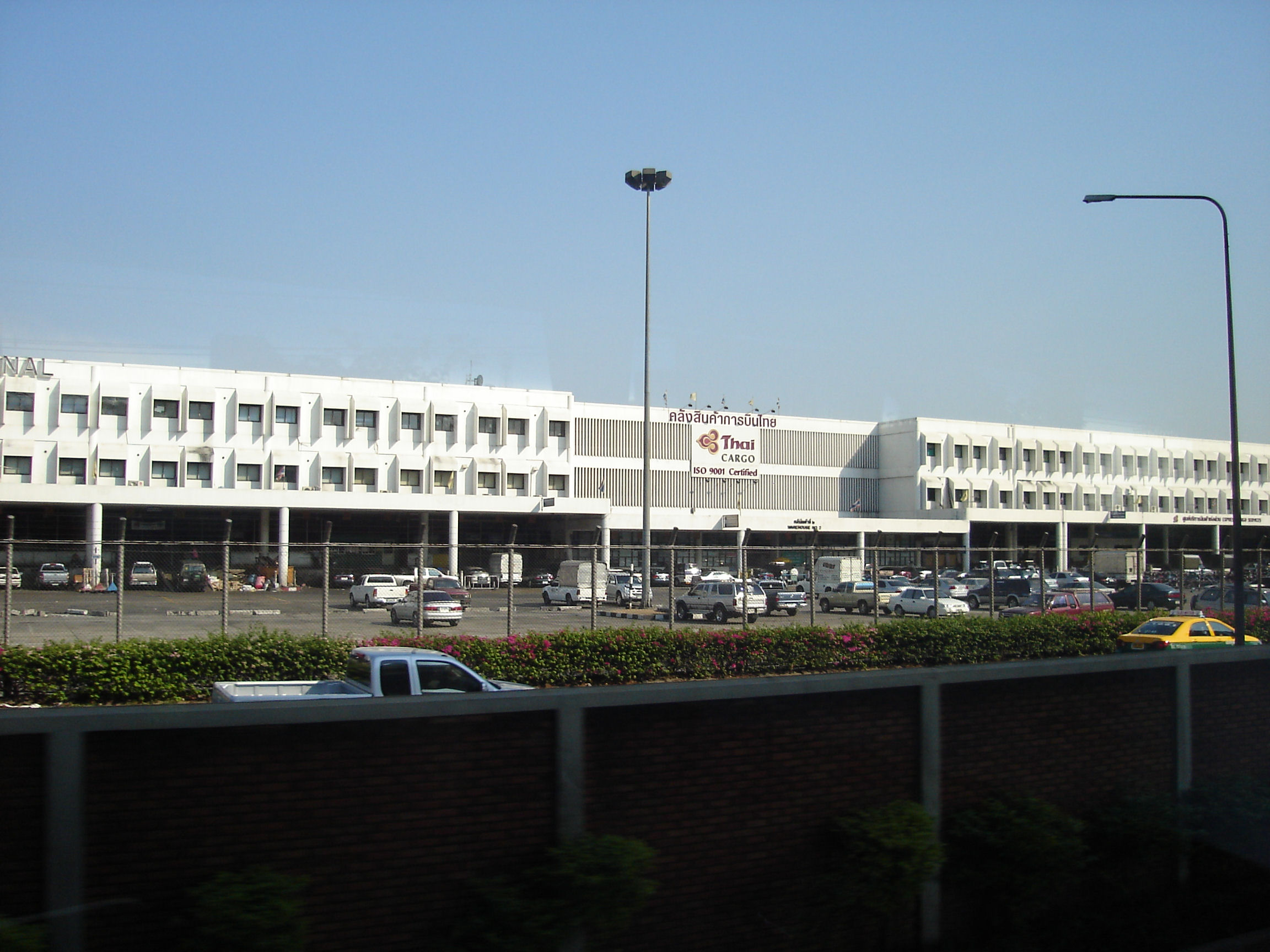
Terminal für Luftfracht

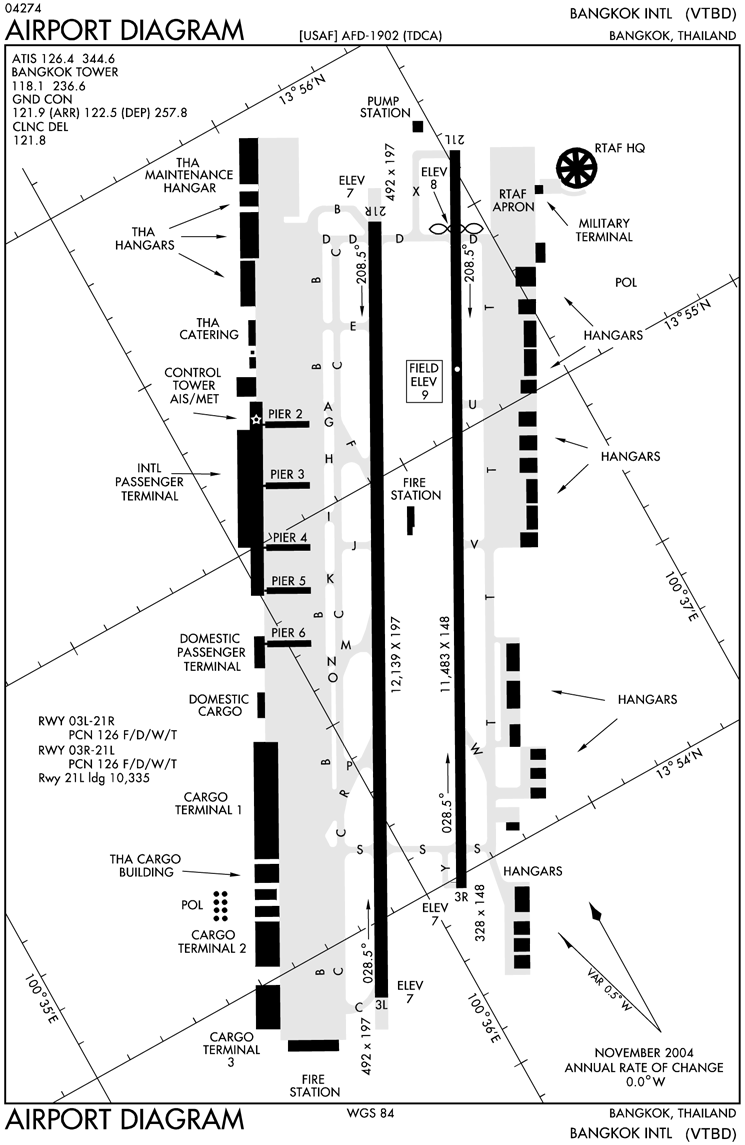

Don Mueang International Airport Bangkok (Thai: ท่าอากาศยานดอนเมือง, auch Don Muang, IATA-Code: DMK, ICAO-Code: VTBD) ist ein internationaler Flughafen im Bezirk Don Mueang der thailändischen Hauptstadt Bangkok.

## Generelles
Don Mueang war bis zum 27. September 2006 der größte internationale Flughafen von Thailand. Er liegt drei Meter über dem Meeresspiegel und etwa 22 Kilometer nordöstlich des Stadtzentrums Bangkoks. Vor der Eröffnung des neuen Flughafens Bangkok-Suvarnabhumi war der IATA-Code BKK, heute ist dieser DMK.
Don Mueang hat zwei Start- und Landebahnen und es können technisch bis zu 60 Flüge pro Stunde in einem internationalen und einem nationalen Terminal mit zusammen 33 Flugsteigen abgefertigt werden. Es gibt Stellplätze für 101 Flugzeuge und 167 Check-in-Schalter (davon 124 im Terminal 1).

## Benennung
Bei der Eröffnung des Flugplatzes im Jahr 1914 wurde der Name in lateinischer Schrift „Don Muang“ geschrieben, was 2007 geändert wurde. Er wurde fortan „Don Mueang“ genannt, was den allgemeinen Regeln für die Transkription der thailändischen Schrift in lateinische Buchstaben gemäß den Vorgaben des Königlichen Instituts Thailands entspricht.

## Geschichte
Bis zur Eröffnung des Flughafens Bangkok-Suvarnabhumi flogen mehr als 80 Fluggesellschaften mit 39 Millionen Passagieren, 160.000 Flügen und 700.000 Tonnen Luftfracht pro Jahr den Don Mueang International Airport an. Nach Passagieren positionierte sich der Flughafen im Jahr 2005 auf Platz 18 weltweit.
Der Flughafen war vor allem das Luftfahrt-Drehkreuz der Fluggesellschaft Thai Airways. Während des Vietnamkrieges wurde der militärische Teil des Flughafens (Don Muang Royal Thai Air Force Base) als Drehkreuz für die United States Air Force verwendet.
Der zivile Betrieb von Don Mueang wurde am 28. September 2006 eingestellt. Zum gleichen Zeitpunkt wurde der 25 Kilometer östlich von Bangkok gelegene Flughafen Suvarnabhumi in Dienst gestellt, dem auch der IATA-Code BKK zugeteilt wurde. Der IATA-Code für Don Mueang wurde in DMK geändert.
Bereits am 6. Februar 2007 gab die thailändische Regierung bekannt, den Flughafen wieder für Inlandflüge und Billigfluggesellschaften zu eröffnen. Grund seien die mangelhaften Zustände am neuen Flughafen Suvarnabhumi in Form von Rissen in Start- und Landebahnen und der Mangel an Kapazitäten.
Die Wiedereröffnung erfolgte nach einer Renovierung – trotz des großen Widerstandes nahezu aller Fluggesellschaften – zum Flugplanwechsel am 25. März 2007. Das Umsteigen auf die meisten Inlandsflüge wurde somit erheblich erschwert, da ein Wechsel des Flughafens notwendig war. So empfahl Thai Airways etwa eine Umsteigezeit von fünf Stunden. Internationale Thai-Airways-Flüge mit Anschlüssen an die Inlands-Destinationen Chiang Mai, Chiang Rai, Krabi und Phuket wurden jedoch weiterhin über den Flughafen Suvarnabhumi abgewickelt. Insgesamt handelte es sich dabei um elf Verbindungen pro Tag. 30 ihrer täglichen Inlandsflüge führte Thai Airways von Don Mueang aus. Thai-Airways-Flüge ab/bis Don Mueang Airport wurden mit einer vierstelligen, jeweils mit der Ziffer 1 beginnenden Flugnummer (TG 1xxx)gekennzeichnet. Flüge über Suvarnabhumi tragen weiterhin dreistellige Flugnummern.
Seit dem 29. März 2009 wickelt Thai Airways keine Flüge mehr von Don Mueang aus ab. Wegen des steigenden Inlandsflugaufkommens entschied der Flughafenbetreiber Airports of Thailand (AOT), die Inlandsflüge ab dem 1. August 2011 vom kleinen Inlandsterminal (Gesamtfläche 22.266 Quadratmeter) ins ehemalige Internationale Terminal 1 (Gesamtfläche 109.033 Quadratmeter) zu verlegen.
Seit 1. Oktober 2012 bestreitet die Fluggesellschaft AirAsia sämtliche Flüge von und nach Bangkok nur noch von diesem Flughafen.
Nachdem die Zahl der Fluggäste infolge der Eröffnung von Suvarnabhumi zunächst zurückgegangen war, nahm sie 2013 wieder stark zu. Mit 16,5 Millionen Passagieren im Jahr war Don Mueang nun der zweitmeistfrequentierte Flughafen des Landes und hat Phuket auf Platz drei verdrängt. 5,29 Millionen der Passagiere waren auf internationale Verbindungen gebucht (eine Zunahme von 350 % gegenüber dem Vorjahr), sodass die zwischenzeitlich üblich gewordene Bezeichnung Don Mueangs als Inlandsflughafen nicht mehr zutrifft. Im Jahr 2014 nahm die Zahl der abgefertigten Passagiere nochmal auf 21,54 Millionen zu, während die Fluggäste am Flughafen Suvarnabhumi fast im gleichen Maße zurückgingen. Im Jahr darauf wurden sogar mehr als 30,3 Millionen Passagiere verzeichnet, was mit einer starken Zunahme des Inlandsflugverkehrs in Thailand zusammenhängt.

## Flugverkehr
Thai AirAsia und Nok Air haben ein Drehkreuz in Don Mueang und fliegen von hier zahlreiche Ziele in Thailand und weitere Ziele in Asien an. Daneben wird der Flughafen von einigen weiteren kleinen Inlandsfluggesellschaften bedient (u. a. Thai Lion Air). Langstreckenflüge werden nur noch vom neuen Suvarnabhumi-Flughafen durchgeführt.

## Verkehrsinfrastruktur
Der Flughafen hatte von Anfang an eine gute Verkehrsanbindung, da hier der sogenannte Superhighway Thanon Vibhavadi Rangsit und oberhalb die mautpflichtige Stadtautobahn der Don Mueang Tollway sowie die Eisenbahnverbindung Richtung Norden und Nordosten vorbeiführen. Voraussichtlich 2028 wird der Flughafen durch den ersten Hochgeschwindigkeitszug in Thailand erschlossen. Außerdem ist eine Drei-Flughafen-Verbindung zum Suvarnabhumi-Flughafen und den Flughafen U-Tapao geplant.

## Zwischenfälle

### Unfälle
Von 1945 bis Oktober 2017 kam es am Flughafen Bangkok-Don Mueang und in seiner Umgebung zu 21 Totalverlusten von Flugzeugen. Dabei kamen 205 Menschen ums Leben. Beispiele:
- Am 13. Juli 1951 startete eine Douglas DC-4/C-54B-10-DO der Siamese Airways (Luftfahrzeugkennzeichen HS-POA) überladen auf dem Flughafen Bangkok-Don Mueang und verunglückte. Alle Insassen überlebten. Das Flugzeug fing Feuer und brannte aus.[7]

- Am 23. März 1952 wurde eine aus Karatschi kommende Lockheed L-749A-79-33 Constellation der niederländischen KLM Royal Dutch Airlines (PH-TFF) bei einer Bruchlandung mit Triebwerksbrand auf dem Flughafen Bangkok-Don Mueang zerstört, nachdem sich im Anflug ein Propellerblatt gelöst hatte. Alle 44 Personen an Bord überlebten den Totalschaden.[8]

- Am 25. Dezember 1976 stürzte eine Boeing 707 der Egyptair (SU-AXA) beim Landeanflug auf den Flughafen Bangkok-Don Mueang auf eine Fabrik ab. Alle 52 Personen an Bord sowie 19 Personen am Boden kamen beim Absturz ums Leben.[9]

- Am 27. April 1980 stürzte eine Hawker-Siddeley HS 748 der Thai Airways Company (HS-THB) während eines Gewitters im Anflug auf den Flughafen Don Mueang ab. Von den 53 Insassen kamen 44 ums Leben[10] (siehe auch Thai-Airways-Flug 231).

- Am 3. März 2001 explodierte eine Boeing 737-400 der Thai Airways International (HS-TDC), während sie an einem Flugsteig des Flughafens Bangkok-Don Mueang für den nächsten Flug vorbereitet wurde. Als wahrscheinlichste Ursache gilt die Entzündung von Kerosindämpfen, die durch die Überhitzung einer Treibstoffpumpe im Rumpftank ausgelöst wurde. An Bord befanden sich acht Besatzungsmitglieder, von denen eine Stewardess durch die Explosion ums Leben kam (siehe auch Thai-Airways-Flug 114).[11]

- Am 22. November 2004 brach an einer Hawker Siddeley HS 748-208 2A der Thailändischen Luftstreitkräfte (L5-2/16) bei der Landung auf dem Flughafen Bangkok-Don Mueang das Bugfahrwerk zusammen. Das Flugzeug wurde nicht mehr repariert. Alle Insassen überlebten den Unfall.[12]

### Besetzung durch Demonstranten
Im Zuge der politischen Krise in Thailand Ende 2008 gelang es aufgebrachten Regierungsgegnern am 27. November 2008, den Flughafen unblutig in ihre Gewalt zu bringen, um gegen Premierminister Somchai Wongsawat zu protestieren. Sämtliche Flüge wurden gestrichen, tausende Reisende saßen tagelang fest. In den frühen Morgenstunden des 2. Dezember 2008 kam bei einer Granatenexplosion ein Mensch ums Leben, 22 weitere wurden verletzt.
Kurz nachdem das thailändische Verfassungsgericht am 2. Dezember 2008 drei Regierungsparteien wegen Wahlbetrugs aufgelöst hatte, erklärte die PAD, dass am 3. Dezember um 10 Uhr all ihre Proteste beendet sein würden. Am 5. Dezember nahm der Flughafen seinen Betrieb wieder auf.

### Überflutung
Am 25. Oktober 2011 erreichten während der Überschwemmungen in Thailand 2011 die Fluten den Flughafen in Don Mueang. Das Terminal und weitere Gebäude wurden mit Sandsäcken vor dem immer weiter steigenden Hochwasser geschützt, gleichwohl drang das Hochwasser in Bereiche des inzwischen genutzten Terminals 1 ein. Der Flughafen wurde vorübergehend evakuiert und der Flugbetrieb bis 5. März 2012 eingestellt.

## Militärische Nutzung
Auf dem Flughafen befindet sich auch ein Militärstützpunkt der thailändischen Luftstreitkräfte RTAF. Das 6. Geschwader der RTAF ist hier mit vier Staffeln (601. bis 604.) stationiert. Außerdem ist die 904. Staffel, eine Spezialeinheit, die zu Ausbildungszwecken Feindangriffe vortäuscht (Aggressoreinheit). Sie ist mit der Northrop F-5E Tiger II ausgerüstet und hier beheimatet. Als Besonderheit ist die 904. Staffel dem König Maha Vajiralongkorn direkt unterstellt. Über diese Staffel hat die RTAF keine Befehlsgewalt.

## Golfplatz
Zwischen den beiden Bahnen befindet sich der ursprünglich von der RTAF angelegte Golfplatz Kantarat, der keine feste Abgrenzung zu den Bahnen aufweist.